# Kamina (localité du Togo)
Kamina est une localité du Togo dans la région des plateaux 5 km à l'est d'Atakpamé sur la route menant au Barrage de Nangbéto.
Le 26 août 1914 les troupes coloniales allemandes y capitulèrent devant les troupes britanniques et françaises.
On peut y voir encore les vestiges de la station de communication transcontinentale que l'armée allemande y avait installé avant la première guerre mondiale.

## Galerie

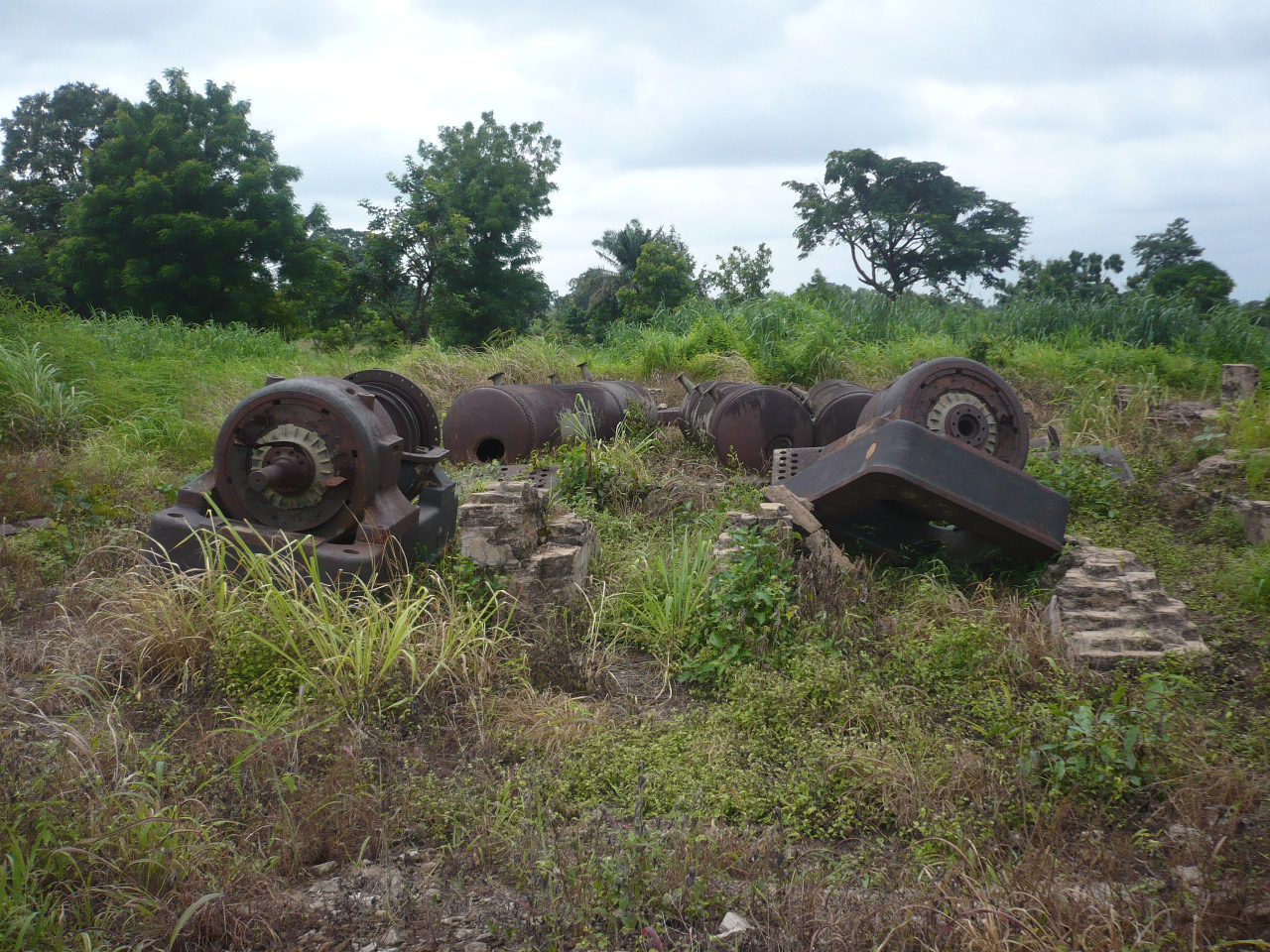
Vestiges d'une centrale électrique (alternateurs, citernes de carburant) sur le site de la station de radio transmission à Kamina au Togo
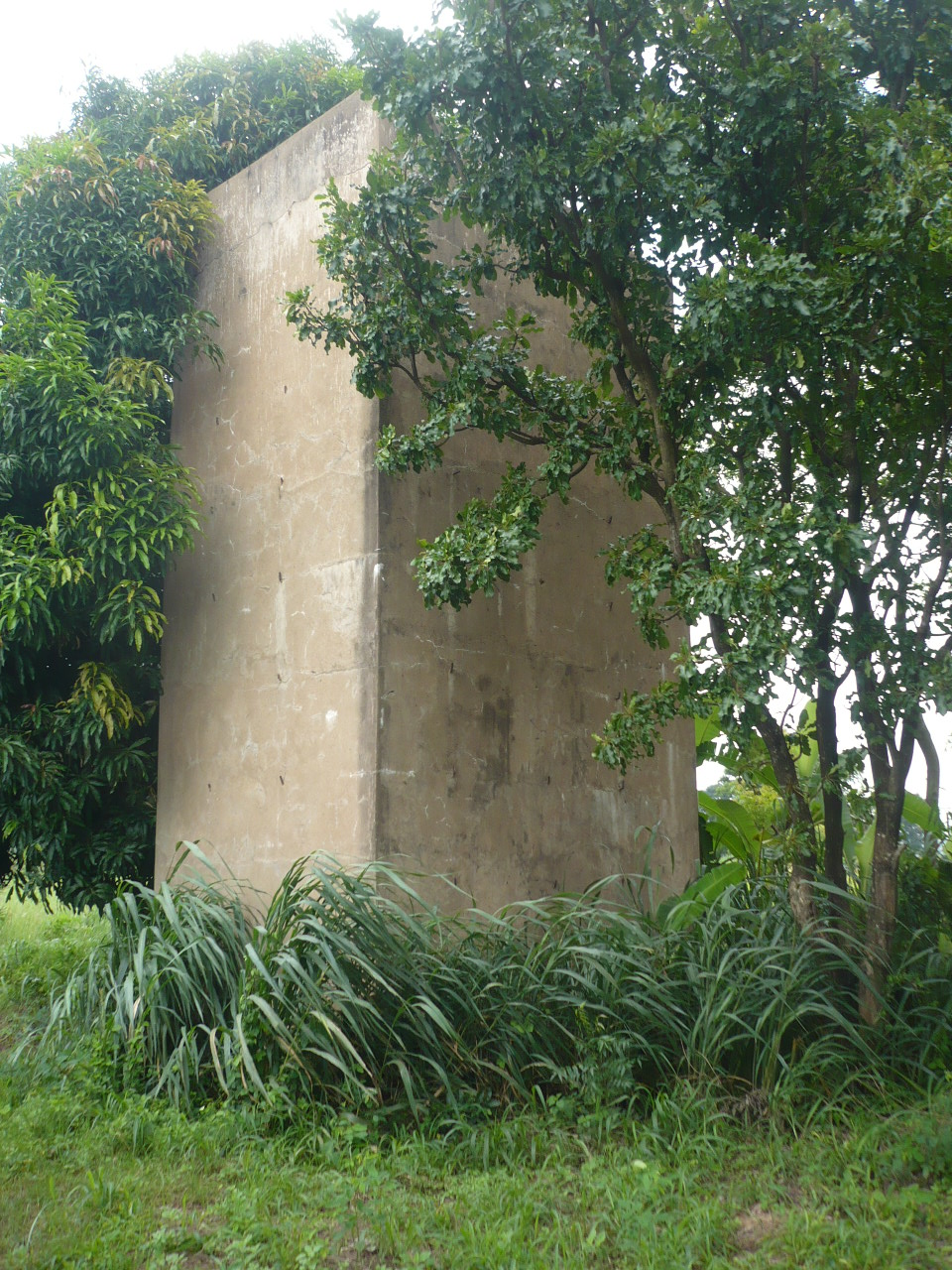
Vestiges d'une des tours d'ancrage des haubans d'antenne de la station de radio transmission à Kamina au Togo
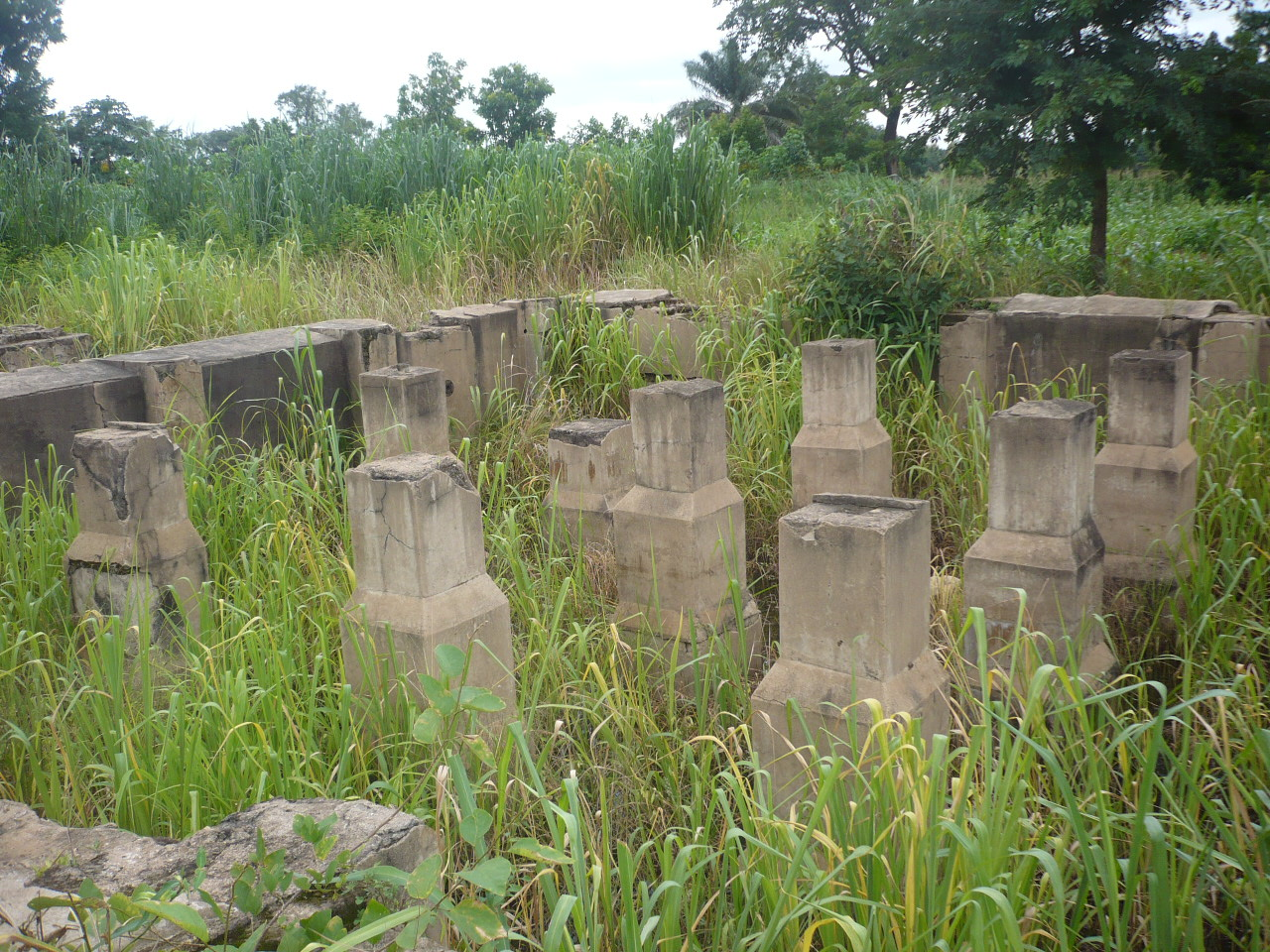
Vestiges d'une construction à finalité non identifiée (citerne à eau) sur le site de la station de radio transmission à Kamina au Togo